# La Tigra
La Tigra és una pel·lícula mexicana-equatoriana estrenada en 1990 i dirigida per Camilo Luzuriaga. Està basada en el conte homònim de José de la Cuadra,

## Argument
En el cor mític del profund Equador viu la indomable Francisca (Lissette Cabrera), coneguda per tots com La Tigra. Ella és la major de tres germanes òrfenes. Masablanca, un remeier negre, prediu el seu futur i els parla d'un encanteri, de la salvació per als pecats de les dues germanes majors: Sara (Verónica García), la germana menor, ha de mantenir-se verge i viure sempre al costat d'elles, d'una altra forma perdrien la seva terra i els seus manteniment. Francisca i Juliana (Rossana Iturralde) són vigilants rigoroses de la seva petita germana... no li permeten cap plaer sensual, ni tan sols ballar. Però malgrat tot l'estrictes que són amb Sara, una vegada que ella està tancada durant la nit, Francisca i Juliana no es neguen res a si mateixes, bevent en excés i compartint a Ternerote (Aristides Vargas) i altres amants.
L'aparició de Don Clemente (Virgilio Valero), un venedor ambulant que s'enamora de Sara, precipita la confrontació entre la Tigra i les forces de l'autoritat. D'acord amb la denúncia que aquest presenta, Francisca ha segrestat la germana més jove i es nega a deixar-la casar amb ell. Llavors sol·licita a les autoritats policials que intervinguin.

## Repartiment
- Lissette Cabrera Francisca 'La Tigra'
- Verónica García...	Sara
- Rossana Iturralde…	Juliana
- Wolframio Sinué…	Policía
- Virgilo Valero Don Clemente
- Aristides Vargas…	Ternerote

## Rodatge i escenaris
Està filmada íntegrament a Pueblo Nuevo, sector la Majagua hisenda LOS MEZA,de la província de Manabí.

## Premis i nominacions
| Any  | Premi                                                       | Categoria              |
| ---- | ----------------------------------------------------------- | ---------------------- |
| 1990 | XXX Festival Internacional de Cinema de Cartagena de Indias | Millor Pel·lícula      |
| 1990 | XXX Festival Internacional de Cinema de Cartagena de Indias | Millor Opera Prima     |
| 1990 | VII Festival Internacional de Bogotà                        | Millor Música          |
| 1990 | VII Festival Internacional de Bogotà                        | Millor Fotografia      |
| 1991 | II Trobada Andina de Cineastes, Cuzco, el Perú              | Segon Premi del Públic |